# 大埔鄉事會會所爆炸案

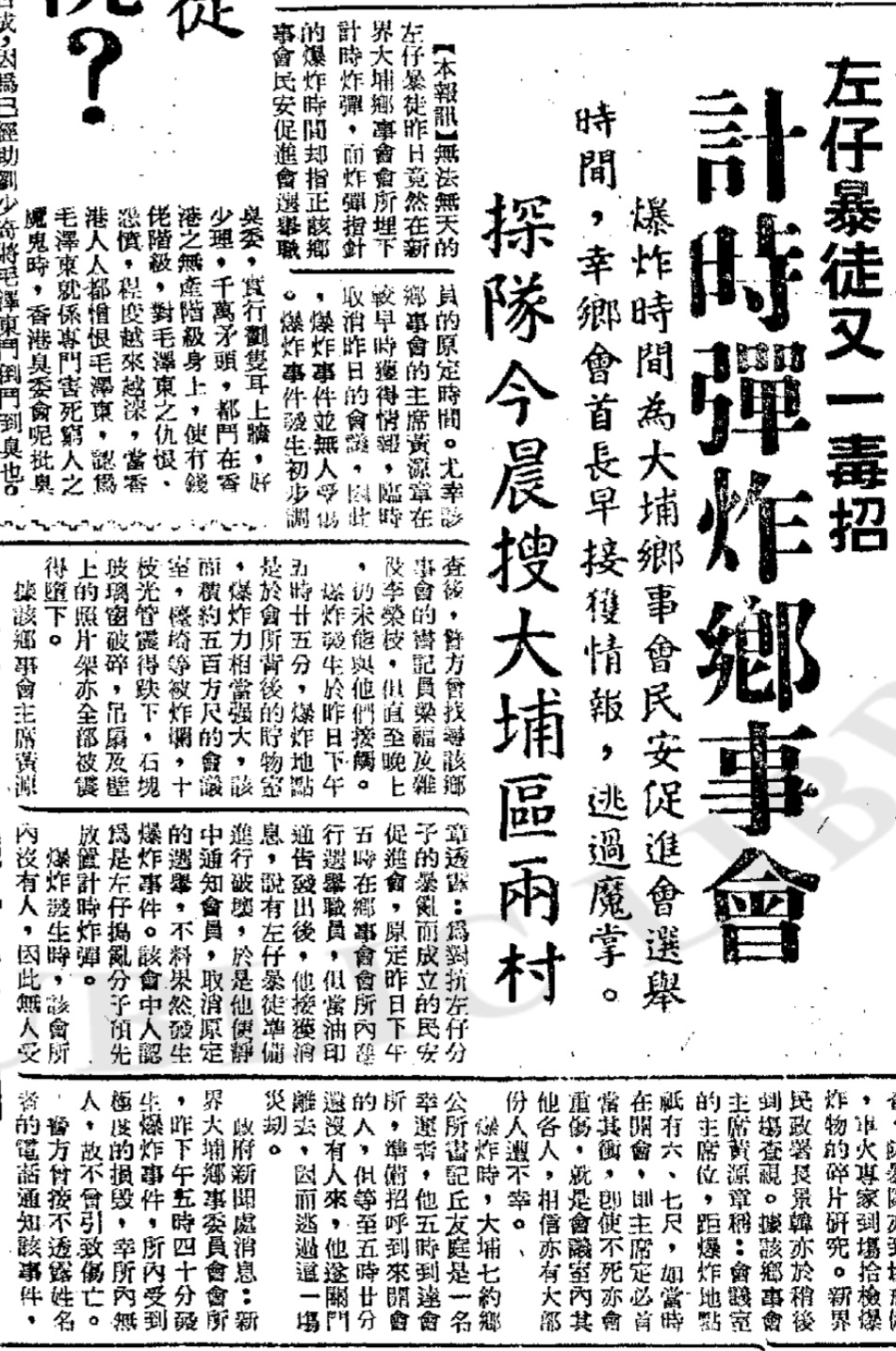
《工商晚報》在1967年7月13日報導因為大埔鄉事會會所在昨日發生炸彈襲擊，警方今晨到大埔區的蘆慈田村及散頭角村進行搜查

大埔鄉事會爆炸案是香港六七暴動期間的1967年7月12日發生的一宗炸彈襲擊案件，當日下午5時25分大埔鄉事委員會會所在會議室旁的儲物室發生計時炸彈爆炸，成為六七暴動在當年5月中旬發生以來首次有土製炸彈爆炸的暴力事件，當日大埔鄉事委員會的會議室原定於下午5時舉行成立民安促進會防範左派份子搗亂大埔鄉郊村落的會議，只是因為會議臨時改期才沒有造成傷亡，案發後大埔鄉事會的一名雜役涉嫌放置炸彈被警方拘捕，該名雜役在粉嶺裁判法院承認放置及藏有爆炸品的控罪。這宗發生在大埔鄉事會會所的土製炸彈爆炸案拉開了六七暴動炸彈浪潮的序幕，此後至同年12月暴動被平息為止，左派份子在香港各區放置及投擲八千多個真假炸彈，造成包括幼童在內的大量無辜市民死傷，這場持續達半年的炸彈浪潮為香港迄今最嚴重的炸彈襲擊恐怖活動。

## 背景

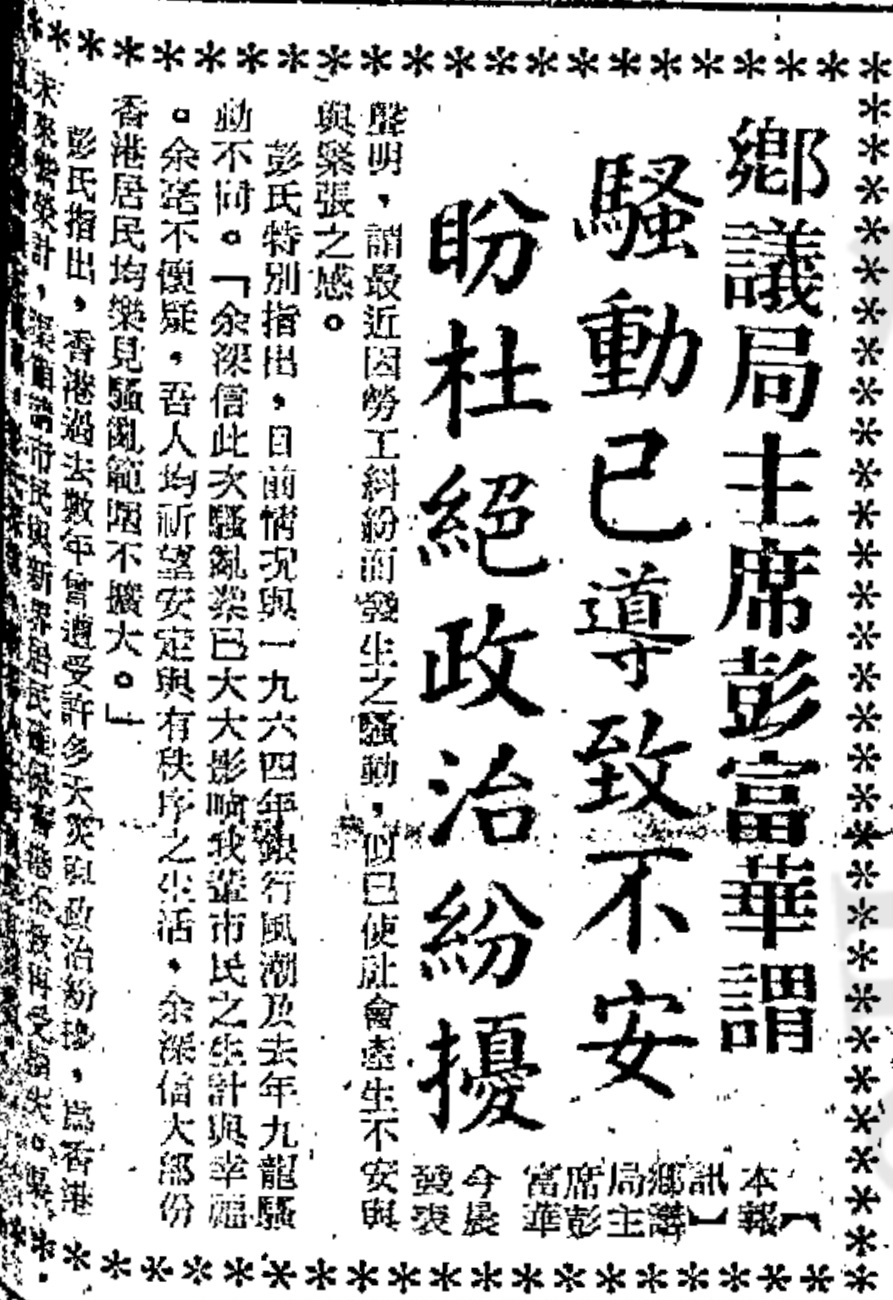
《工商晚報》在1967年5月17日報導新界鄉議局主席彭富華於當日早上發表聲明，彭稱近期一宗勞資糾紛的政治紛擾所引發的騷亂，已經損害到社會秩序，大大影響市民的生計及幸福，呼籲市民與鄉民要為香港繁榮穩定著想，避免騷亂範圍擴大，讓香港不致再遭損失

### 左派伺機發起騷亂
1967年1月，中共支持的澳門左派在一二·三事件成功奪取澳門政局的主導權，香港工委受到鼓舞，要在香港也發起類似的騷亂，與此同時中國文化大革命日趨熾烈，新華社香港分社社長梁威林及副社長祈烽在內部會議總結澳門左派的鬥爭成果時，聲言也要在香港「大幹一場」，新華社香港分社和左派陣營便開始積極尋找挑起騷亂的機會，至同年5月新蒲崗大有街的香港人造花廠分廠發生罷工，左派團體成功利用勞資糾紛策動騷亂，並透過警民衝突擴大事件。同月，香港工會聯合會理事長楊光成立簡稱「鬥委會」的「港九各界同胞反對港英迫害鬥爭委員會」，開始以「反英抗暴」為名，利用最初由勞資糾紛引起的警民衝突，轉變成顛覆香港政府的連串騷亂。

### 首枚炸彈引爆失敗
1967年6月10日凌晨2時許，左派份子對香港電車發動六七暴動以來的首次炸彈襲擊，但因為土製炸彈未能成功引爆而襲擊失敗。當時有一名於多年前從廣東省公安廳調派到香港在華潤公司擔任經理的幹部，在北角電車總站駛出英皇道的電車路軌上放置了一枚實驗性質及使用紙袋包裝的土製炸彈，時任《文匯報》總編輯金堯如在其回憶錄《香江五十年憶往》表示，鬥委會領導層剛收到有幹部未經指揮部同意便自行發動炸彈襲擊的消息時一度感到震驚，並在內部會議引發激烈討論，有列席者認為擺放炸彈陣既可阻礙警方行動，又可打擊港府的統治威信，動搖市民對港府維持局勢的信心，鼓動親中共的民眾出來參與對抗港府的武鬥，還可嚇阻支持港府平亂的國民黨在香港勢力，不過也有列席者擔心將騷亂升級為城市炸彈戰又傷及無辜時，「反英抗暴」將會完全失去市民支持。至於被放置在電車路軌上進行測試的首枚炸彈，金堯如表示並未能成功引爆，隨後有一名打掃街道的清潔女工將這枚用紙袋包裝的炸彈當作垃圾清掃掉，所以除了放置這枚炸彈的參與者及鬥委會領導層的部分成員外，並沒有太多人知道在6月10日香港已出現這場暴動的首枚土製炸彈。

### 發動炸彈襲擊浪潮

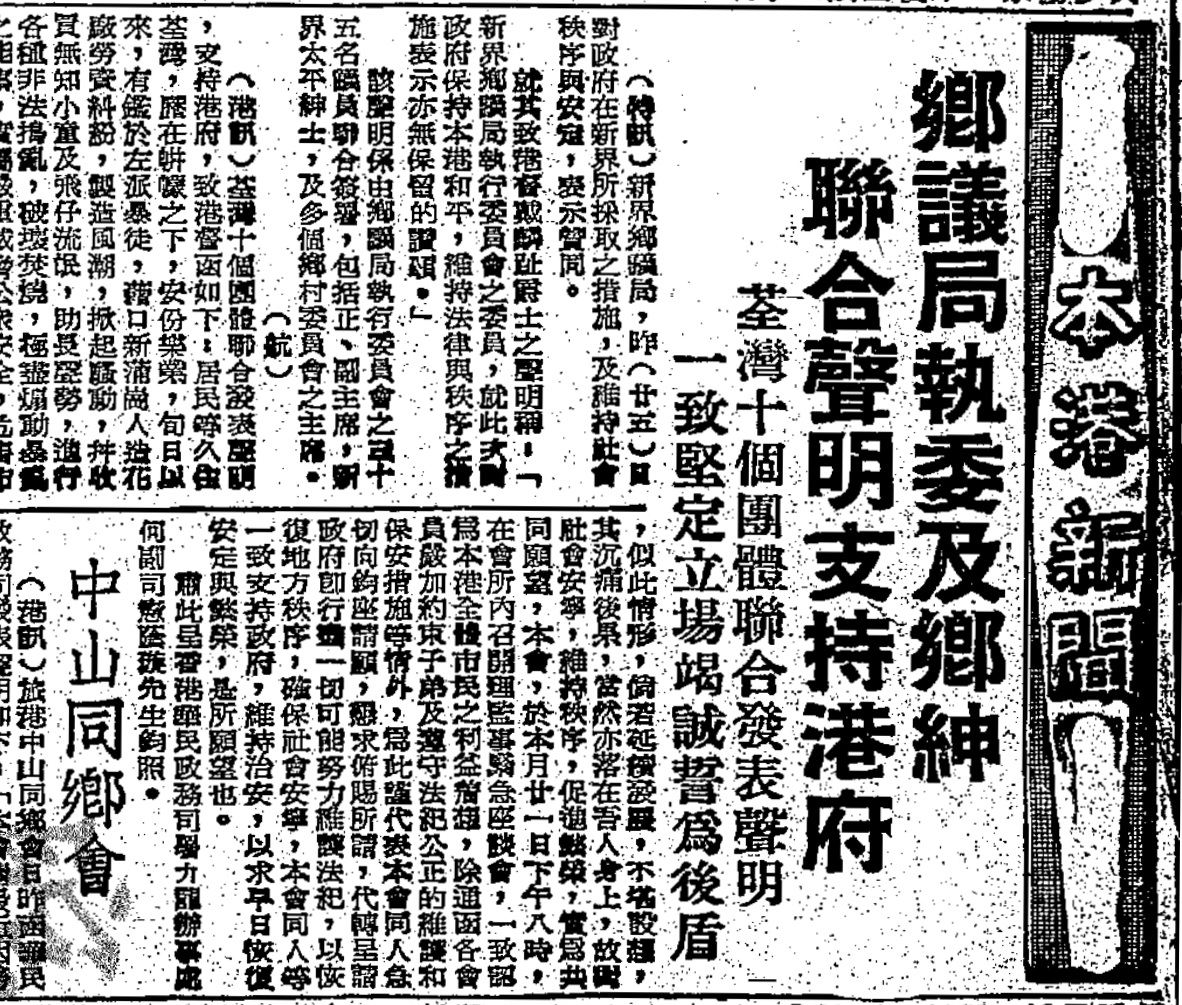
《華僑日報》在1967年5月26日報導新界鄉議局發表聲明稱該局堅決支持港督戴麟趾領導的香港政府平息左派團體發起的暴動

左派份子在1967年6月初於北角電車路試爆土製炸彈失敗，鬥委會領導層對發動炸彈襲擊亦意見分歧，鬥委組織於當月暫未有再進行炸彈襲擊，但左派份子已開始收集魚炮及當時仍然可在香港市面買賣的煙花、爆竹用於製作爆炸品，與此同時左派團體發起的罷工及集會始終未有得到普羅市民響應，左派集會的規模越來越小，為了達到支配香港政局的目的，左派份子終在7月將騷亂升級為在港九新界進行連串炸彈襲擊的城市恐怖主義活動，在此期間，魚炮、煙花及爆竹的火藥被利用作為土製炸彈的材料，左派非法份子又從土木工程地盤的危險品倉庫竊取硝酸甘油炸藥及引爆器，在真假炸彈浪潮的半年間，最少有8,074個真假炸彈被放置在香港各區街頭或被投擲，當中有1,167個是真炸彈，並釀成包括兒童在內的15人被炸死，還有數百名市民被炸傷。

### 鄉議局支持港府平暴

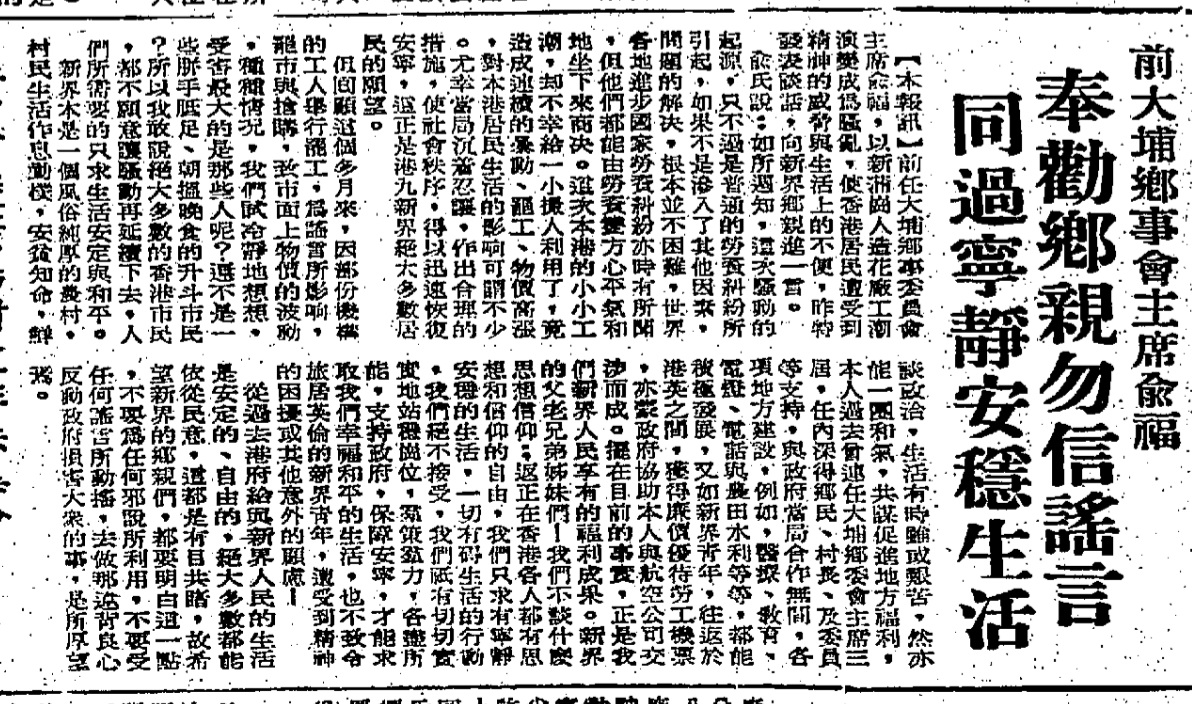
《工商日報》在1967年6月24日報導昨日大埔鄉事委員會前主席俞福公開勸告鄉親切勿被左派團體散播的謠言煽動，新界村民要過寧靜安穩的生活，不讓左派滋事份子擾亂新界鄉村

六七暴動期間作為新界鄉郊事務諮詢組織的新界鄉議局採取支持香港政府的立場，時任鄉議局主席彭富華多次公開發言呼籲各鄉事委員會要支持港府施政，並且抨擊港共團體利用香港人造膠花廠的工潮發起暴動，因而被港共份子稱作「漢奸」及「走狗」，而當時包括大埔鄉事會在內的鄉事委員會也普遍支持港府打擊港共團體的不法活動，大埔理民府長官鮑富達在6月11日致函大埔鄉事會感謝支持港府，大埔鄉事會前主席俞福在6月23日公開勸告鄉親父老切勿被港共團體散播的謠言煽動，新界村民要過寧靜安穩的生活，要堅決支持香港政府維持社會秩序，不讓左派份子在新界滋事，當時新界各區的鄉事會亦紛紛成立民安促進會，協助警方維持鄉郊地區的治安，防範港共組織擾亂鄉村秩序，有部分鄉事會於成立民安促進會後還組織鄉村村民及居民建立糾察隊、護衛隊，阻止港共份子到鄉村滋事及破壞鄉郊安寧，當中包括大埔鄉事會，但當時有小部分鄉郊居民受到煽動而參與暴動，並且阻撓其鄉村的鄉事會組成民安促進會，除了恐嚇鄉事會委員，亦有左派份子企圖通過暴力手段破壞會議。

## 案發經過

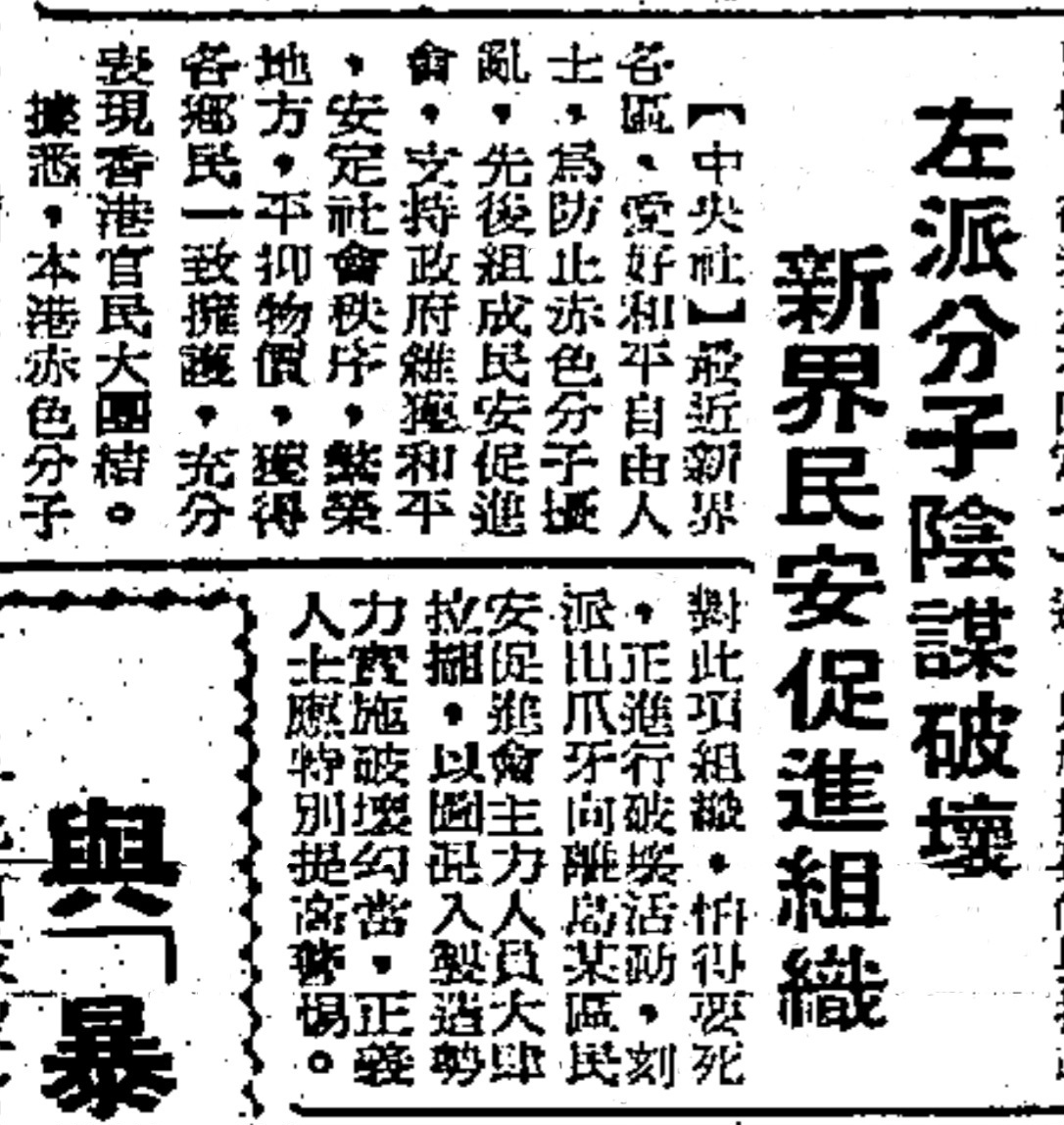
1967年7月12日清晨出版的《工商日報》報導對於新界鄉民團結起來紛紛成立民安促進會協助政府維護地方治安，左派份子怕得要死，正在利用爪牙拉攏鄉委成員及混入分化勢力，以圖破壞新界鄉民的團結及民安促進會的成立，報導刊登後的當日下午，大埔鄉事會會所便發生炸彈爆炸

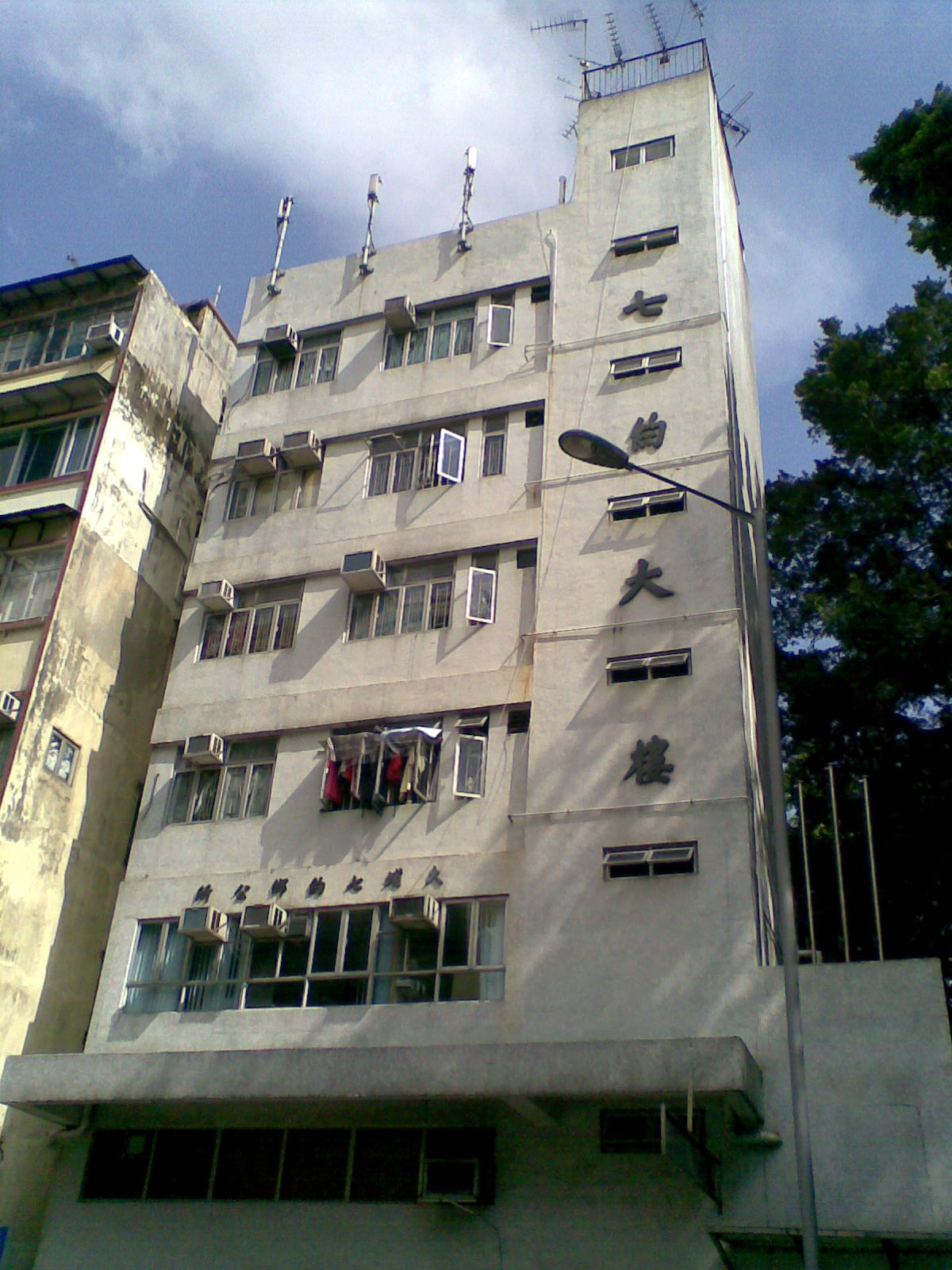
1967年7月12日發生計時炸彈爆炸的大埔墟戲院街2號大埔鄉事委員會會所舊址，後來被改建為七約大樓，大埔七約鄉公所亦位於該幢樓宇內（攝於2007年6月）

大埔鄉事會主席黃源章發出通告通知委員將於1967年7月12日下午5時在大埔鄉事會會所的會議室召開會議，討論成立民安促進會協助政府維持地方治安及民安促進會委員選舉的安排，但因為接獲消息稱有人會以暴力手段破壞會議及對與會者不利，故此暗中通知委員當日的會議臨時取消，豈料破壞會議的手段是放置炸彈。
7月12日下午5時25分，位於大埔墟戲院街2號的大埔墟大埔鄉事會會所發生炸彈爆炸。警方及英軍軍火專家到場調查後發現會所的爆炸是由放置在儲物室內的一個計時炸彈造成，由於儲物室和會議室沒有結構性的分隔牆隔開，炸彈爆炸的威力對面積約500平方英呎的會議室造成嚴重破壞，會議室的枱椅被炸至毀爛，天花板的十枝光管跌下，吊扇墮下，玻璃窗被震碎，大埔鄉事會主席黃源章在會議室的主席座椅距離炸彈爆炸的位置只有不足7英呎，如果黃源章當時在座就算不死也必然重傷。大埔七約鄉公所書記丘友庭因為未知悉當日會議被臨時取消，他依時在下午5時進入會議室內就座，但等候至5時20分仍然沒有人前來開會，於是關門離開，他才倖免於難。

## 調查及審訊
7月13日清晨6時許，警方到大埔蘆慈田村及散頭角村大舉搜查，至上午9時許將4名可疑男子帶返警署協助調查，當中一名是在大埔鄉事會會所工作的16歲姓李雜役，他於警方搜查散頭角村時在村內的一間石屋內睡覺，警方在他睡覺的床側撿獲一個旅行袋，裡面放有兩個魚炮、一堆石頭和一具彈叉。另外三名男子經查問後獲釋，其中一名獲釋的44歲男子是農民，他在警方搜查時手持斧頭及頑抗，他被警方制服後被帶返警署。在警方扣查這4人期間有20多名村民到大埔警署門外鼓譟，警方一度持槍戒備，經警署署長勸諭後，在警署外的村民逗留至上午11時散去。
在大埔鄉事會會所擔任雜役的一名16歲姓李的青年，因為經調查後與爆炸案有關，且涉嫌藏有炸藥及武器，被落案起訴。該名青年在大埔墟出生，他被控兩項罪名，第一項罪名是在1967年7月12日於大埔墟戲院街2號「非法及惡意爆炸」及可使他人「性命危險及毀壞財物」，第二項罪名是在1967年7月13日於大埔散頭角村35號石屋藏有違禁品及一批炸藥。該名疑犯於7月14日被押解到粉嶺裁判法院提堂，由於控方表示警方須要作進一步調查，法官將案件押後至7月17日再提訊，被告暫時無須答辯，期間由警方看管。
7月17日，粉嶺裁判法院再度開庭，由甸尼爾法官主審，但疑犯因為按照醫生吩咐到醫院接受治療，當日缺席應訊，控方代表劉煥釗督察稱因為案件可能須要轉介到九龍地方法院，因此將案件再押後7日，法官批准請求。由於這宗案件是六七暴動期間的首宗有人被控的爆炸案，雖然當日被告沒有出庭，但警方仍然加強法院的保安，法院外有一隊持槍的警員戒備，進入法院的人士均需接受檢查，記者亦須出示記者證方可進入法庭。
7月28日，被告在粉嶺裁判法院承認兩項控罪，法官裁決被告兩項罪名成立，但考慮到被告未成年，因此將案件押後7日，等候懲教官提交被告背景調查報告後再判刑，期間被告須要繼續還柙。
8月4日，法官審閱由懲教官提交的被告背景調查報告後，判處16歲的姓李被告入教導所受訓6個月。另外，大埔鄉事會發生爆炸後，大埔區陶子見村村代表溫瑞生及副村代表林源一直不知所踪，而警方一直尋找這兩人協助調查該宗爆炸案。副村代表林源到上週深夜回家時，被埋伏的探員截獲及解到元朗總部協助調查。

## 後續事態
1967年7月17日，大埔墟及鄰近各區的社團與商界領袖，連同各氏族代表，宣布成立大埔區民安促進會，協助政府維持治安，組成促進會的團體共有會員達7萬多人。大埔區民安促進會由鄧若璠出任會長、黃源章擔任主席，鄧普生、馬樊順、鄧棟華和蘇廼烈為副主席。
1967年9月9日下午1時許，大埔鄉事會會所的大門後發現放有懷疑爆炸品，警方到場後封鎖附近範圍及戒備，下午4時許駐港英軍軍火專家抵達現場檢驗後將該件爆炸品引爆。而在警方戒備期間的下午3時許，在大埔鄉事會會所對面的瑞安樓天台有人多次燃放炮仗，警員於是上樓調查，但未有拘獲可疑人物。